# NGC 1614
NGC 1614 é uma galáxia espiral barrada (SBc/P) localizada na direcção da constelação de Eridanus. Possui uma declinação de -08° 34' 45" e uma ascensão recta de 4 horas, 33 minutos e 59,8 segundos.
A galáxia NGC 1614 foi descoberta em 29 de Dezembro de 1885 por Lewis A. Swift.